# Sella del Diavolo
La Sella del Diavolo (Sèdha 'e su Diàbulu in sardo) è il promontorio che sorge nella zona sud di Cagliari e separa la spiaggia del Poetto da quella di Calamosca. Il suo punto più alto tocca i 135 m s.l.m.

## L'origine del nome
All'origine del nome vi è una leggenda di derivazione biblica secondo la quale i dèmoni, capeggiati da Lucifero, rimasero impressionati dalla bellezza del golfo di Cagliari e tentarono di impadronirsene, in questo contrastati da Dio che mandò le sue milizie al comando dell'arcangelo Michele per cacciare Lucifero.
Una versione della leggenda vuole che durante la battaglia, combattuta nei cieli sovrastanti il golfo, Lucifero fu disarcionato dal cavallo e perse la sua sella che si posò sulle acque del golfo e, pietrificandosi, diede origine al promontorio; l'altra racconta che il demone, durante la battaglia, cadde sul promontorio dandogli l'attuale forma.
Per converso, il tratto di mare antistante la Sella del Diavolo si chiama golfo degli Angeli.

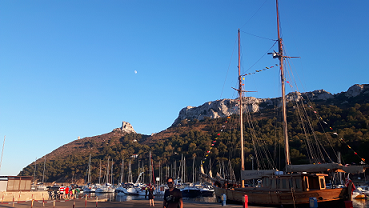
La Sella nell'agosto 2016 dal porto turistico.

## Il sentiero
È presente un sentiero naturalistico e archeologico che costeggia tutto il promontorio, realizzato grazie all'iniziativa delle onlus ambientaliste Gruppo d'Intervento Giuridico e Amici della Terra.
La salita è possibile unicamente dal versante di Calamosca, essendo zona militare il versante nord, che guarda verso Marina Piccola ed il Poetto. Con i mezzi pubblici si può arrivare fino all'ingresso del sentiero, prendendo gli autobus del CTM 5, 5/11 (la domenica) e 11.
Si percorre da San Bartolomeo la strada in salita che porta sino a Calamosca e qui termina. Si lascia sulla destra l'Hotel Calamosca, percorrendo per un centinaio di metri l'unica strada asfaltata che costeggia l'hotel, quindi ci si inerpica per un piccolo sentiero, sulla sinistra, in salita, facilmente visibile e segnalato con macchie di vernice sulle rocce. La vegetazione bassa fa sì che sia possibile seguire uno dei tanti percorsi tracciati dagli escursionisti senza paura di perdersi. Al termine del tratto più ripido della salita, il sentiero trova un tratto piuttosto pianeggiante, che costeggia una rete della zona militare che termina su uno strapiombo direttamente sopra il rimessaggio barche del porticciolo di Marina Piccola, da dove si può cogliere un panorama che spazia da Viale Poetto sino a Capo Carbonara e al mare aperto, il costone è stato dotato di recinzioni in legno di sicurezza per tutto il tratto che porta fino alla parte più alta del promontorio, si continua sul sentiero che per vari tratti costeggia detta recinzione, arrivando nel punto più estremo da dove lo sguardo può spaziare su tutto il golfo e da dove si può ammirare anche la pa sottostante parte terminale del promontori con lo spettante sperone e i ruderi della torre di avvistamento del Poetto, inoltre in quel punto si trova un piccolo edificio adibito a punto di ristoro, dotato di alcune panche e tavoli all'interno ed all'esterno. Nelle vicinanze è stata eretta una grande croce, vi si trovano dei ruderi di due edifici, uno dei quali di una antica chiesetta intitolata a Sant'Elia eremita che sul colle viveva da eremita e dove venne martirizzato durante le persecuzioni di Diocleziano; la presenza romana e punica in loco ha lasciato delle tracce, di fatto il secondo rudere è riconosciuto come Tempio di Astarte, nei pressi si trova anche una grande cisterna romana di forma a fiasco scavata nella roccia e dotata di canalizzazioni per la raccolta dell'acqua piovana; il sentiero prosegue lungo il costone, ridiscendendo per alcuni metri che portano ai ruderi di una torre di avvistamento con vicino anche quelli di un fortino militare, nei pressi un'altra cisterna punica e di fattura trapezoidale profonda circa 3 m che si sviluppa per la lunghezza di una dozzina di metri, che permetteva la raccolta delle acque piovane che defluivano dal crinale; da qui il sentiero proseguirebbe con punti più o meno ripidi e pericolosi che portano a Cala Fighera ma la zona è interdetta al transito.

## Galleria d'immagini

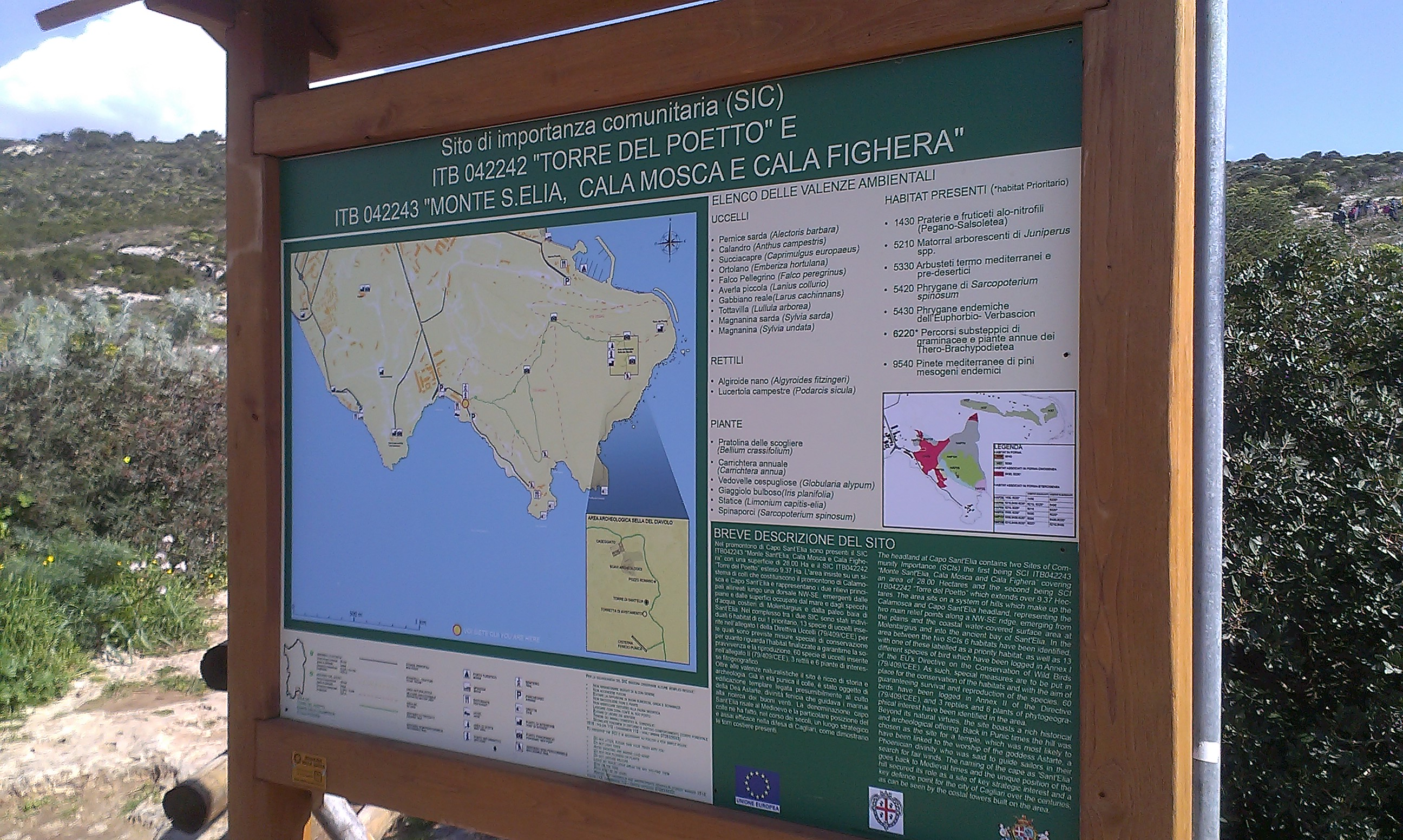
Pannello informativo a inizio sentiero
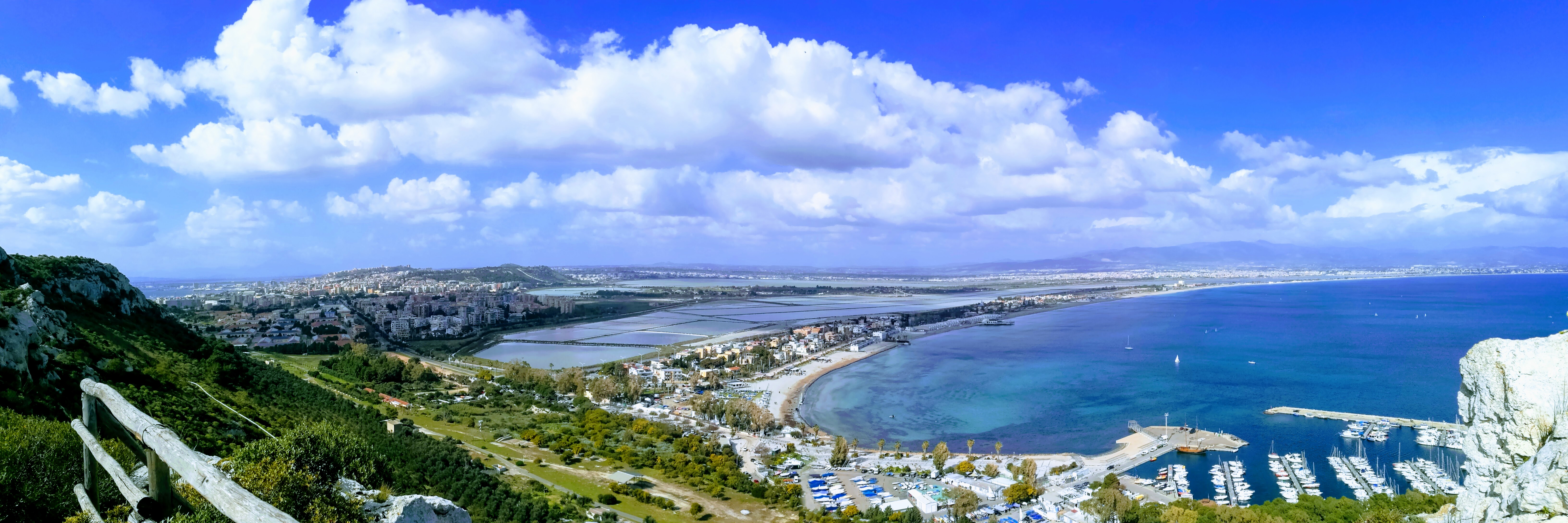
La spiaggia del Poetto vista dalla cima della Sella del Diavolo
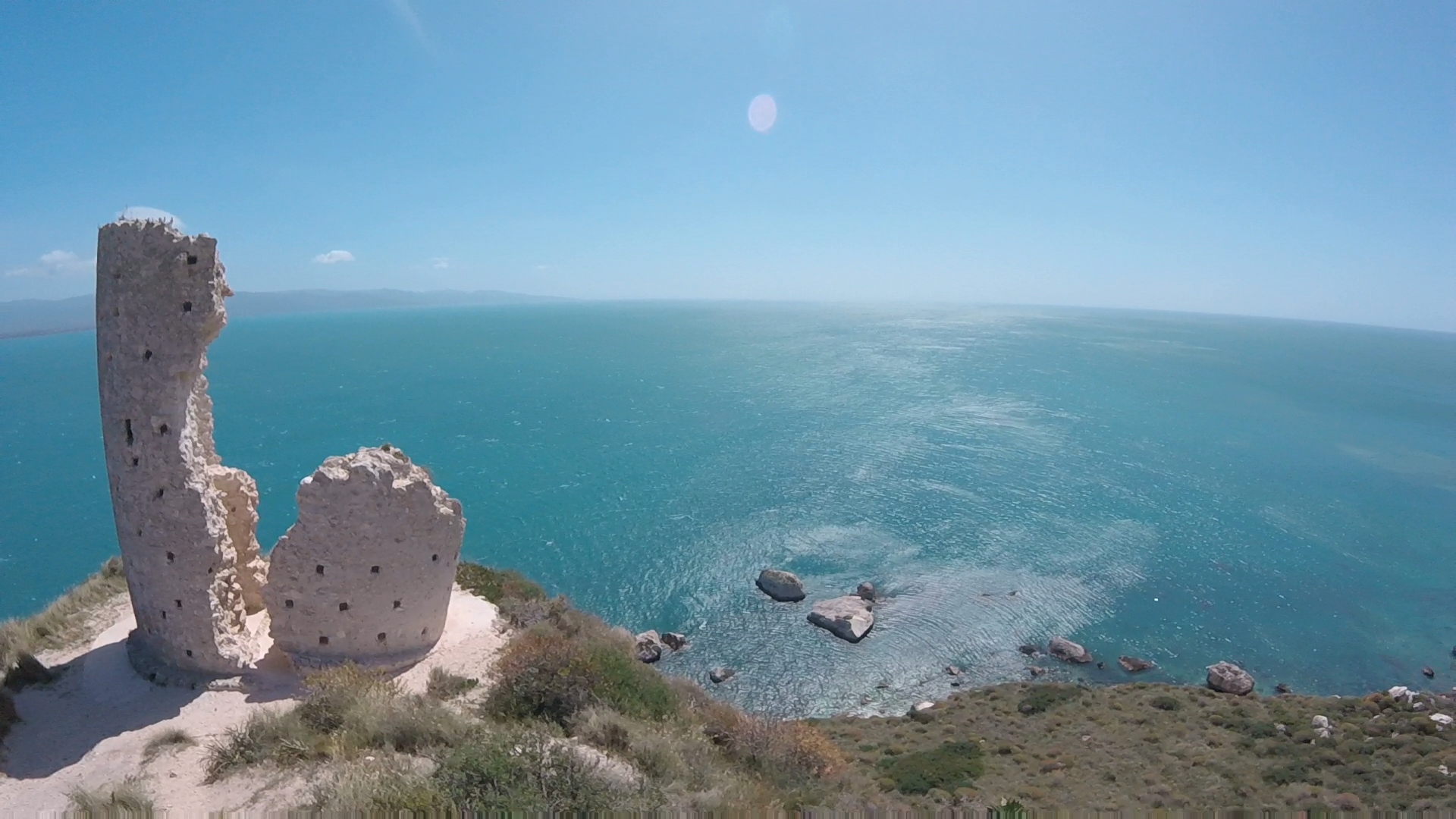
Panorama dalla torre del Poetto
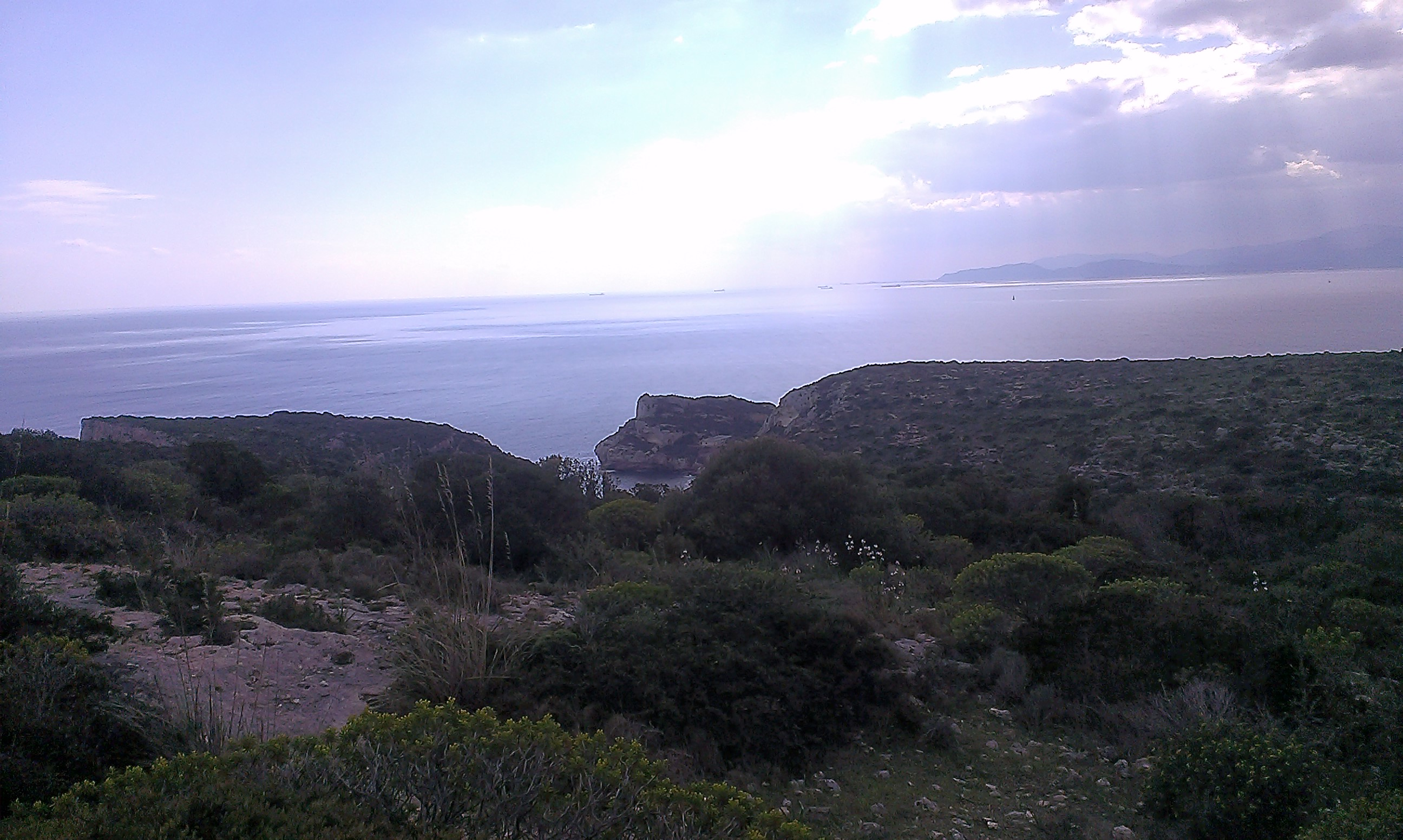
La caletta dell'ex Stabulario di Calamosca
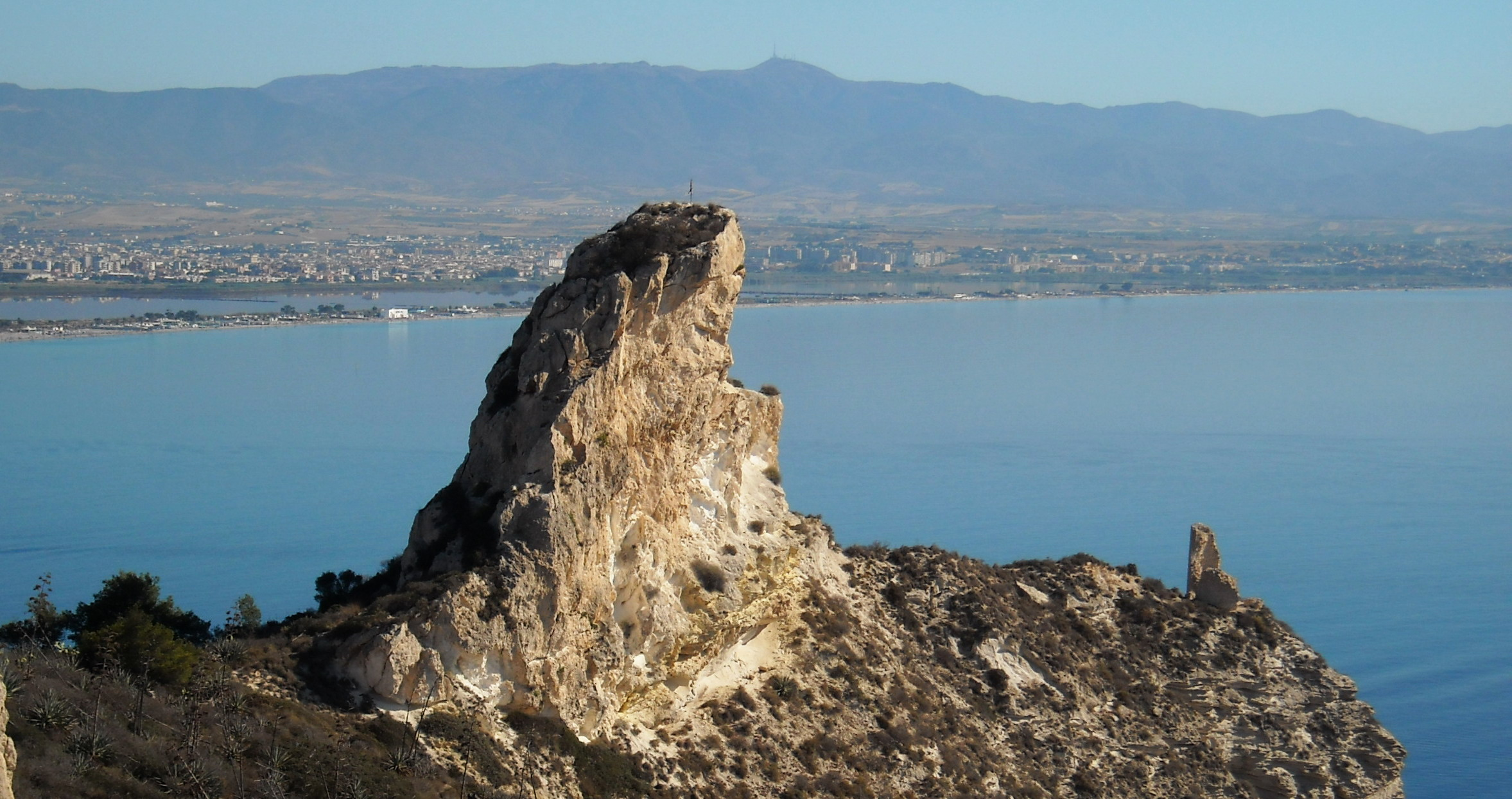
Faraglione sulla cima della Sella del Diavolo
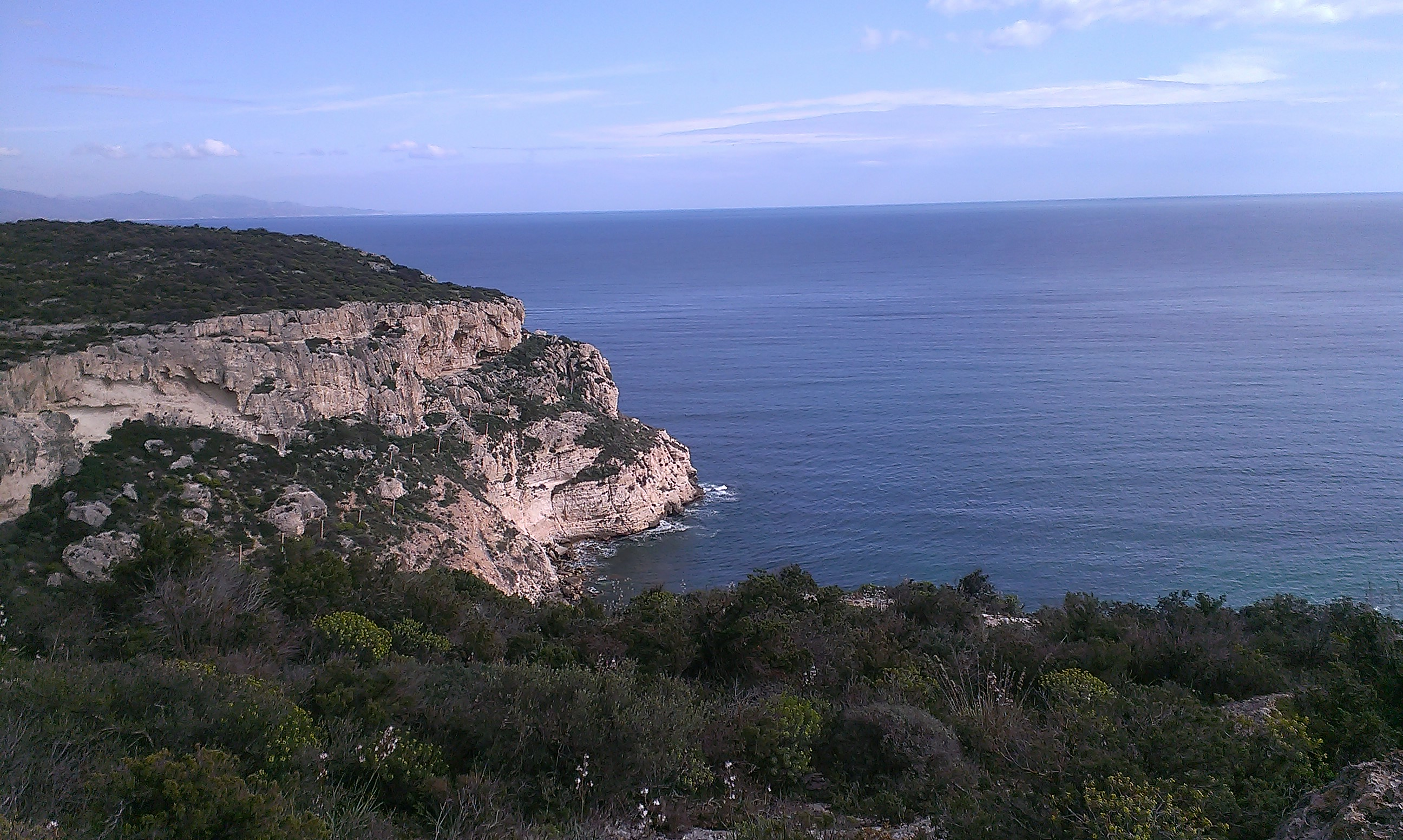
Cala Fighera vista dall'alto